# 上戈隆戈
9°8′S 14°46′E / 9.133°S 14.767°E
上戈隆戈（葡萄牙語：Golungo Alto），是安哥拉的城鎮，位於該國西北部，由北廣薩省負責管轄，南鄰卡曾戈，面積1,989平方公里，2006年人口69,918，人口密度每平方公里35人。